# グリーン・ベレー (映画)
『グリーン・ベレー』（原題：The Green Berets）は、1968年にアメリカで公開された戦争映画。アメリカ陸軍特殊部隊、通称グリーンベレーを題材とした映画。1965年に出版されたロビン・ムーアの同名小説を原作とするが、内容は大きく異なる。多くの戦争映画と異なり、今日に至るまで評価が二分されている映画である。

## 概要
本作の主題は、反共主義と南ベトナムにおけるアメリカ軍の肯定的プロパガンダである。
本作が制作された1968年はベトナム戦争に対するアメリカの介入が頂点に達し、後にベトナム戦争最大の戦いとも言われたテト攻勢のあった年である。ジョン・ウェインはアメリカ国内で盛り上がる反戦・厭戦の雰囲気と社会的不満に反対する形で、この映画の製作に踏み切った。ウェインは常にベトナム戦争に対するアメリカの介入を支持する立場にあり、この「グリーン・ベレー」をベトナムで戦う兵士達に対する敬意として示そうとした。彼は製作にあたり、アメリカ陸軍の完全な協力を当時の大統領リンドン・ジョンソンに要請し、それを得る事に成功している。また、撮影に当りウェインは映画の共同制作者となった為、主人公ライズマン少佐役としてオファーされていた特攻大作戦への出演を断った。
しかし原作小説の映画化権利を購入していたコロンビア ピクチャーズの脚本家デイビット・L・ウォルパーは、軍当局の了承を得られる脚本を作れなかった。
次に脚本を手がけたのはジェームズ・リー・バレットだったが、このときにも陸軍はいくつかの修正を求めた。第一に、南ベトナム軍が防衛している駐屯地での戦闘シーン、第二に北ベトナムで将軍を誘拐する作戦の描写について、何点かの要求を行ったとされる。
作中、悪役である北ベトナム軍やベトコンはサディスティックな暴君であり、しかしまた有能かつ自発的な敵として描かれている。また本作では、ベトナム戦争がこれまでアメリカが経験した対外戦争と異なり、決まった前線を持たず、敵がどこからでも現われる密林戦の特性を表現している他、敵に関する情報を提供する洗練されたベトコンと北ベトナム軍のスパイ活動についても描写されている。肉弾08作戦のように、南ベトナム軍について前向きな見解をする珍しい映画の一つである。

## あらすじ
新聞記者ジョージ・バックワースは、ガブリエル演習場（初めてベトナムで戦死した特殊部隊隊員ジミー・ガブリエル軍曹に由来する）にて特殊部隊グリーンベレーのベトナム戦争介入に関するブリーフィングに見学者として参加していた。
アメリカが何故アジアでの戦争に加担するのか、軍事介入に懐疑的な一般人やジャーナリストに語られた理由とは即ち、国際的な共産主義こそがアメリカがベトナムで対峙している敵だということだった。その証明として、グリーンベレーはベトナムで鹵獲したソビエト連邦やチェコスロバキア、中国など共産国製の武器や機材を示す。
しかし、バックワースは依然としてベトナム戦争の大義に懐疑的なままだった。そこでグリーンベレーのマイク・カービー大佐は、バックワースにベトナムに従軍して真実をその目で見ることを提案する。

## キャスト
| 役名                       | 俳優                         | 日本語吹替 | 日本語吹替   |
| 役名                       | 俳優                         | TBS版      | フジテレビ版 |
| -------------------------- | ---------------------------- | ---------- | ------------ |
| マイク・カービー大佐       | ジョン・ウェイン             | 小林昭二   | 小林昭二     |
| ジョージ・バックワース記者 | デヴィッド・ジャンセン       | 森川公也   | 睦五朗       |
| ピーターソン軍曹           | ジム・ハットン               | 横光勝彦   | 富山敬       |
| マルドゥーン曹長           | アルド・レイ                 |            | 宮川洋一     |
| "ドック"マギー軍曹         | レイモンド・セント・ジャック |            | 内海賢二     |
| モーガン大佐               | ブルース・キャボット         |            | 木村幌       |
| カイ大佐                   | ジャック・スー               |            | 青野武       |
| ニム大尉                   | ジョージ・タケイ             |            |              |
| ジャミソン中尉             | パトリック・ウェイン         |            |              |
| プロボ軍曹                 | ルーク・アスキュー           |            |              |
| リン                       | アイリーン・ツー             |            | 上田みゆき   |
| マクダニエル大尉           | エドワード・フォークナー     |            |              |
| コールマン大尉             | ジェイソン・エヴァース       |            |              |
| コワルスキー軍曹           | マイク・ヘンリー             |            |              |
| ハムチャンク               | クレイグ・ジュー             |            | 池田真       |
| 司令官                     | ジェームズ・シー             |            | 千葉順二     |

- TBS版：初回放送日1974年3月25日『月曜ロードショー』
- フジテレビ版：初回放送日1980年3月7日『ゴールデン洋画劇場』
  - その他：納谷六朗、市川治、城山知馨夫、若本紀昭、加藤修、伊武雅之、安田隆、幹本雄之、日高晤郎、石丸博也、広瀬正志、竹口安芸子、小滝進、飯塚昭三
  - 制作：東北新社

## 評価
本作はベトナム戦争に対して肯定的な見方をした点で特に批判されている。
封切りと同時に、シカゴ新聞の映画評論家・ロジャー・イーバートはこの映画を「星0つ」として、「使い古された決まり文句により、『カウボーイとインディアン』の戦いを描いた『高圧的で時代遅れの映画』である」と評した。オリバー・ストーンの反戦映画『プラトーン』はその一部に本作への批判を込めているという。
ベトナム戦争に関わる政治的な批判の他、映像面における撮影ミスも指摘された。以下の二点がしばしば指摘される。
- ラストシーンでは夕日が海に沈んでゆくが、ベトナムはインドシナ半島東部に位置する為、ベトナム国内の海岸でこのような光景が見られる場所は存在しない（ただし、ベトナム国内でもカムラン半島、ヴンタウ、サイゴンの南などは海に沈む夕日を見ることができる）。
- 劇中、カービー大佐がM16小銃を樹木に叩き付けてへし折るシーンがあるが、この小銃が明らかにマテル社の玩具であった。

前者は実際の撮影がフォート・ベニング駐屯地(第75レンジャー連隊本部)のあるジョージア州で行われた為であり、後者はカービー大佐の力強さを示す必要からこのシーンに限り敢えて壊れやすい玩具を使ったものである。
フルメタル・ジャケットの原作小説の第二部冒頭には、ベトナムのアメリカ軍基地で「グリーンベレー」が上映される場面がある。映画の演出と現実の戦争とがあまりにかけ離れているため、この映画を観た前線帰りの海兵隊員たちが爆笑して大騒ぎするという内容である。
このように決して良好とは言えない評価が多かったものの、興行的には十分な成功を収めている。ウェインは、各メディアによる批判は映画ではなく戦争そのものに向いていたのだと結論づけたという。

## 音楽
当初、ウェインは度々映画制作に協力してくれていた友人、エルマー・バーンスタインに作曲を依頼したが、バーンスタインは政治的信条を理由としてこれを断った。次に選ばれたのはローマにいたロージャ・ミクローシュである。ジョン・ウェイン映画の仕事だと聞かされたロージャが「私は西部劇(Western)はやらない」と答えたところ、「いや、西部劇じゃない。これは東部劇(Eastern)だ」と返されたという。 メインテーマとしては、当時現役のグリーンベレー隊員だったバリー・サドラー軍曹のヒットソング「グリーン・ベレーのバラード」が、ケン・ダービー合唱団によって歌われた。ベトナム人歌手Bạch Yếnがナイトクラブで歌う曲など、ロージャは様々な曲を提供したが、見よや十字架の旗高しなどは最終的にカットされた。